# Kahua jezik
Kahua jezik (anganiwai, anganiwei, narihua, wanoni; ISO 639-3: agw), jezik san cristobalske podskupine jugoistočnih solomonskih jezika, kojim govori 5 170 ljudi (1999 SIL) na jugu otoka Makira (nekad nazivan San Cristobal) u Solomonskom otočju. Pismo:latinica

## Vanjske poveznice
- Ethnologue (14th)
- Ethnologue (15th)